# Château de Teylingen
Le Château de Teylingen est un château hollandais dans la municipalité de Teylingen, à Voorhout, près de la limite de la commune de Sassenheim. Il est sans doute le donjon de la famille Van Teylingen, dont la famille Van Brederode descend directement.
Le château a été construit à l'origine pour protéger la route reliant le nord et le sud du territoire hollandais. Plus tard, il est devenu le château des gardes pour les chasses des comtes de Hollande, à commencer par Guillaume II de Hainaut, comte de Hollande.
L'un des habitants les plus connus du château était Jacqueline de Hainaut (qui y mourut) et son 4e mari Frank van Borselen. Les gobelets qui ont été déterrés dans la région environnante sont appelés Jacobakanntjes.
Aujourd'hui seules les ruines du château subsistent. Ces ruines sont, cependant, bien conservées, comprenant un mur d'enceinte et un donjon qui fait partie de la courtine, et qui est partiellement entourée d'eau. Le mur datant du début du XIIIe siècle et le bâtiment principal de peu après. Le château a été fortement endommagé vers 1570 dans la guerre de Quatre-Vingts Ans, et partiellement restauré après. Autour de 1675, le donjon a brûlé dans un incendie, après quoi la décomposition définie, et les parties communes ont été progressivement démolies. Les terres (et les ruines) étant des possessions de la province de Hollande, elles ont été nationalisées en 1795. Peu de temps après, le complexe a été vendu, à la condition que les ruines ne soient pas démolies. Les ruines furent un des premiers exemples de la prise en charge de monuments aux Pays-Bas. 
En 1889, les ruines ont été données par Jhr . M. W. van Teylingen en retour à l'État néerlandais, qui les possède encore. Les ruines sont sous la garde de la Rijksgebouwendienst (nl) (le service de la construction de l'État) . À la fin du XXe siècle, les ruines ont été restaurées et le fossé, qui avait été partiellement rempli, a été restauré aussi. Ceci a été rendu possible par l'achat de terrains par la fondation du château de Teylingen (avec le soutien du Prins Bernhard Cultuurfonds), qui a donné les motifs acquis à l'État néerlandais.
La nouvelle municipalité de Teylingen (2006) est nommée d'après le château, en partie parce que le nom de Teylingen était également présent dans les trois anciennes municipalités de Sassenheim, Voorhout et Warmond.

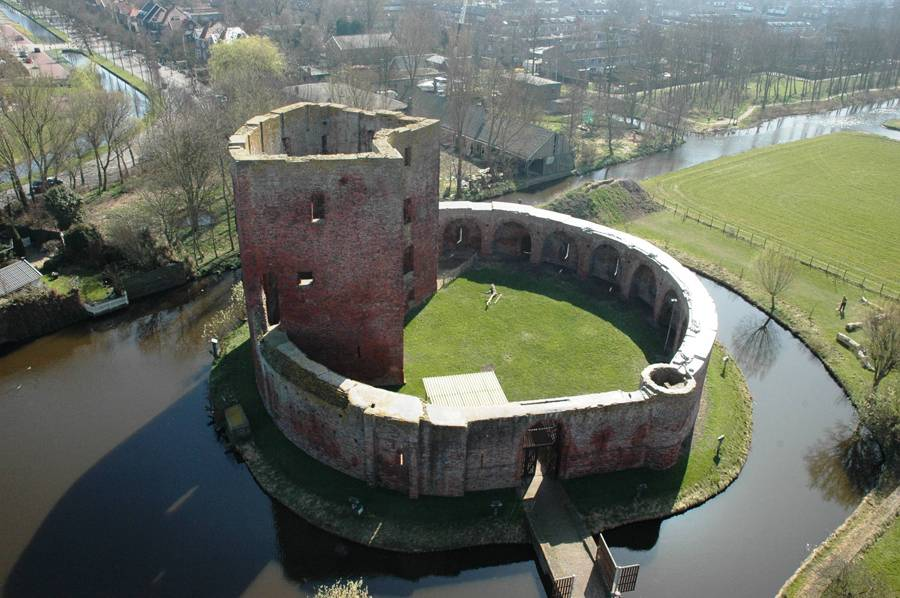
Le château en vue aérienne.
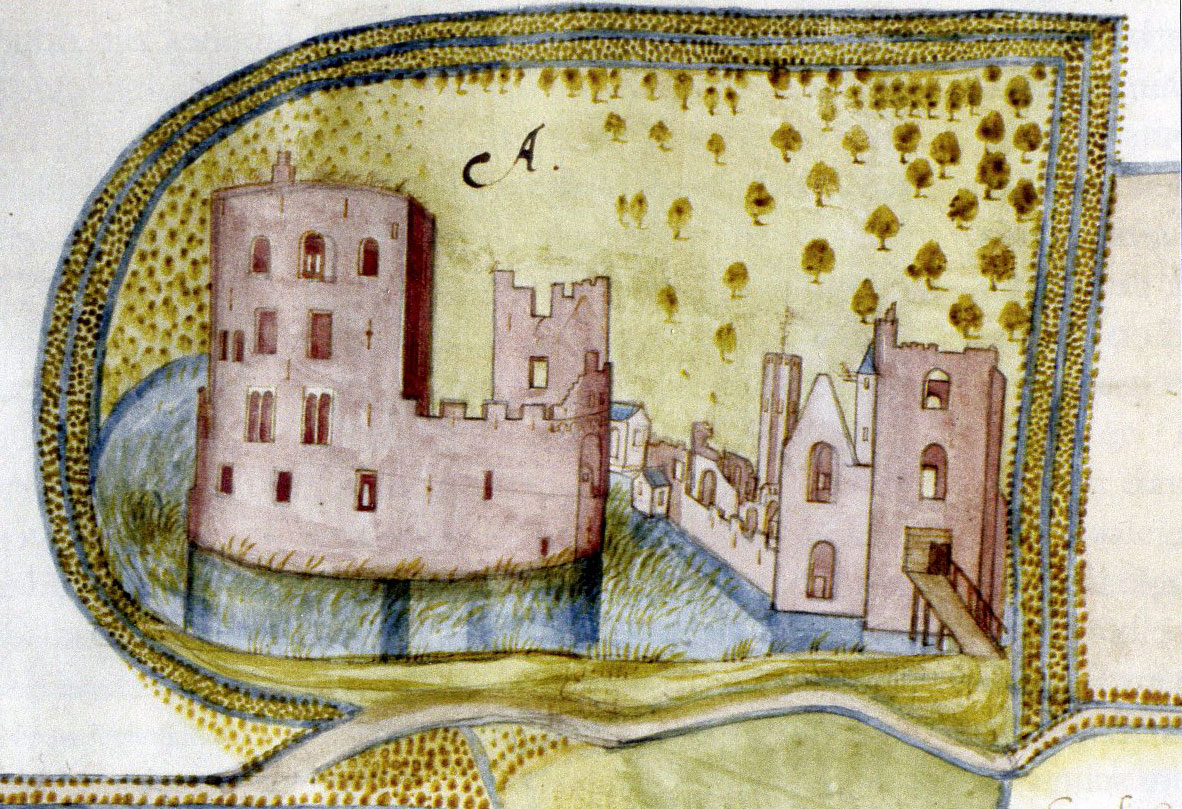
Représentation du château vers 1596 par Symon Aerntszoon van Buningen.
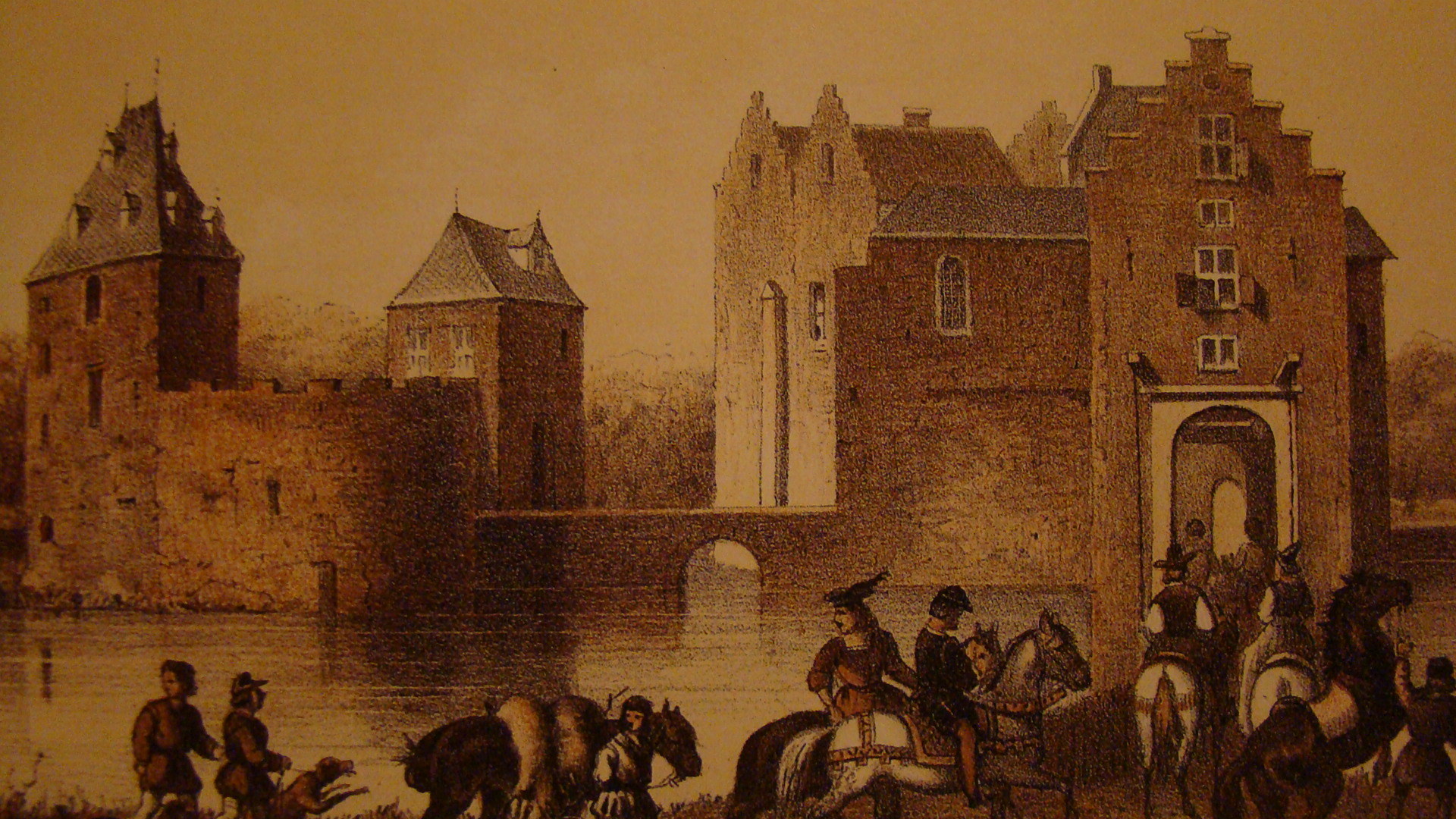
Représentation du château extraite du livre "Merkwaardige kasteelen in Nederland" par Van Lennep et Hofdijk, édité en 1884.